# Кагемни
Кагемни (егип. K3(j)-gm.n.j «Найденный Ка»); «красивое имя» Меми (егип. Мм(j)) — мемфисский чати (визирь) при фараоне Тети из VI египетской династии.

## Биография
Кагемни служил судебным ˤḏ-mr чиновником при Унисе и получил пост визиря в правление Тети. Но единственным доказательством достижения такого высокого положения остаётся сообщение в «Поучениях для Кагемни». Постепенно поднявшись по службе, Кагемни получил титул «Управляющий Верхним и Нижним Египтом» (егип. jmy-r3 šmˤw (T3)-mḥw), что свидетельствует о его значительном влиянии в управленческой элите в рамках всей страны. Более того, женой Кагемни была «возлюбленная дочь фараона» Тети по имени Небтинебхет Сешешет, поэтому возможной причиной назначений и возвышения Кагемни до чати был и его брак. Сыном Кагемни и Небтинубхет был Тетианх.
В гробнице Кагемни не указано имя его отца. Предположительно, им мог быть визирь Каирсу, автор «Поучения для Кагемни». Каирсу на одном из рельефов в Саккаре назван «прославленным мужем прошлого». Он также упомянут среди великих мудрецов прошлого в Папирусах Честера Битти IV.
В биографической надписи гробницы Кагемни перечислены 50 его чиновничьих должностей и титулов, включая надзиратель двух золотых домов и двух сокровищниц, руководитель строительства пирамиды Тети (егип. sḥḏ Ḏd-swt-Ttˀ). Кагемни также занимал множество религиозных должностей, в том числе должность главы жрецов при пирамиде Тети (егип. sḥḏ ḥmw-ntr Ḏd-swt-Ttˀ) и первосвященника бога солнца Ра в Гелиополе. Другие обязанности Кагемни были связаны с царским дворцом: надзиратель двух украшенных комнат фараона, распорядитель дворцов белой и красной корон Египта и хранитель украшений головы фараона. Будучи визирем, Кагемни был также и надзирателем над царскими документами, надзирателем за всеми делами царя и шести великих дворов.
При жизни Кагемни был весьма влиятельной фигурой, удостоенной захоронения вблизи пирамиды фараона. После смерти образ Кагемни был идеализирован и использовался в регулярных церемониях местными жителями.

### Два Кагемни
В среде египтологов иногда выделяются два Кагемни:
- один был молод при фараоне Хуни и служил при фараоне Снофру (IV династия), может быть даже и как визирь-чати[6][7];
- другой — адресат поучения, чиновник, а затем визирь Египта (VI династия)

Объединение биографий Кагемни иногда делается на основе сходства биографических сведений: у обоих — чиновная службе на рубеже смены династий, вплоть до высших должностей в стране; и также — сохранившиеся сведения о причастности к литературе поучений. Однако это неправомерно по хронологическим несоответствиям (временная разница между двумя Кагемни — около двухсот лет).

## Гробница
Гробница Кагемни (LS10) — одна из крупнейших (1024 м2, 32 х 32 м) мастаб некрополя Саккары — расположена в непосредственной близости от пирамиды Тети, с её северной стороны. Мастаба Кагемни примыкает к мастабе визиря Мереруки, что свидетельствует о преемственности Мерерукой власти Кагемни.
Мастаба Кагемни построена из больших блоков известняка и отличается своей сохранностью и качеством отделки. Как высшая государственная фигура после фараона, Кагемни выбирал для украшения места своего погребения лучших мастеров и художников. Гробница состоит из более чем десяти помещений:
1. предкамера у входа,
2. последующий зал с тремя колоннами,
3. сердаб (помещение для статуй покойного),
4. анфилада к северу от колонного зала,
5. комната для подношений,
6. ложная дверь,
7. погребальная камера (содержала вписанный[уточнить] каменный саркофаг с надписью и деревянным гробом внутри него),
8. колодец,
9. две камеры с углублениями для ладей,
10. пять кладовых,
11. лестница для доступа на крышу мастабы.

### Интерьер

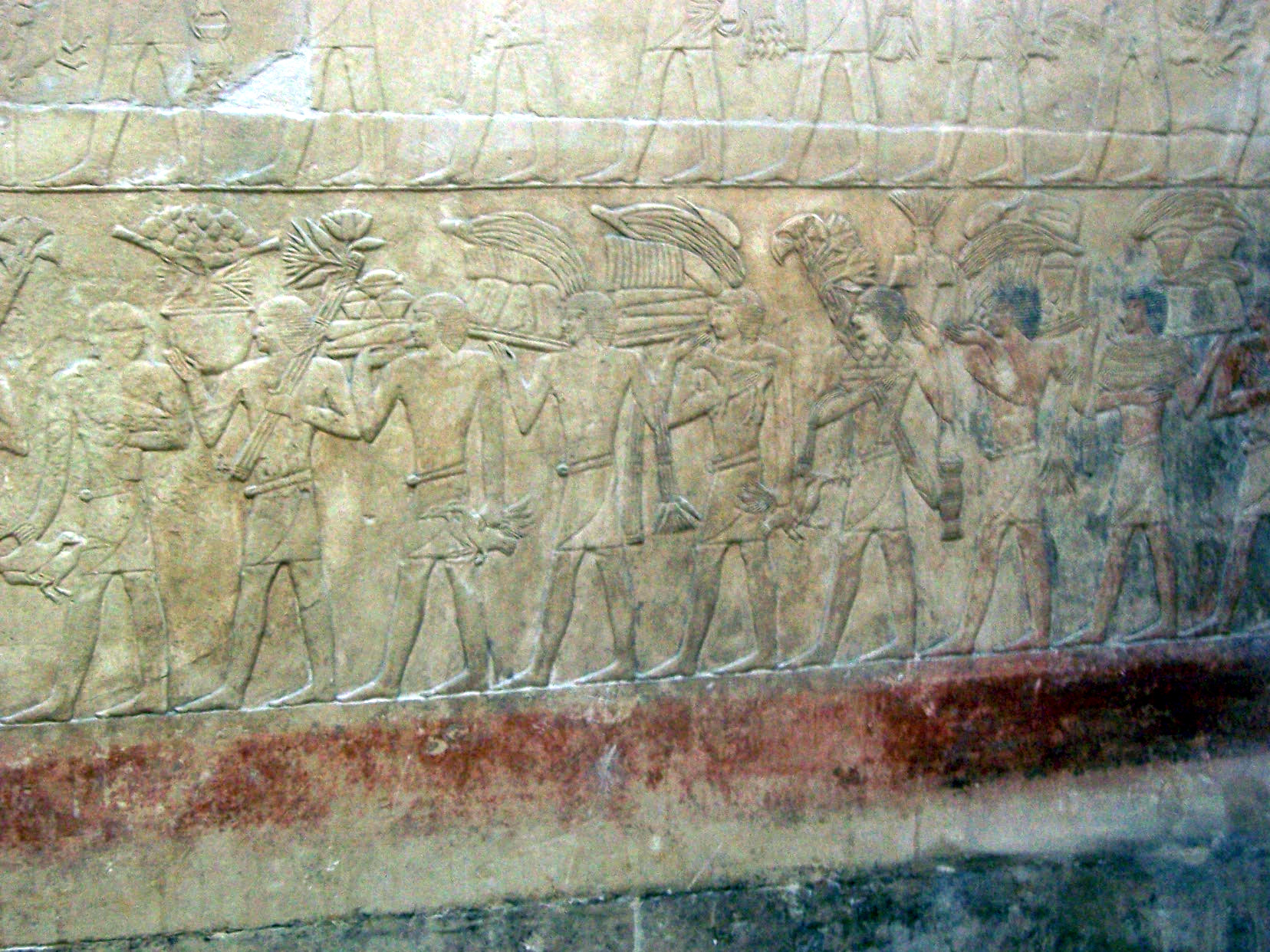
Рельеф в гробнице Кагемни

Вход в мастабу с восточной стороны ведёт в расписные камеры и святилища.
Роспись на стенах прихожей содержит сцены повседневной жизни, в том числе с танцорами. Колонный зал показывает сцену визиря Кагемни, плывущего в лодке, которая сопровождается небольшим папирусным яликом с тремя мужчинами. Здесь же имеются сцены охоты и рыбалки, боёв с бегемотами и крокодилами. Отражены и мелкие детали: плавающие цветы лотоса, сети рыбаков, лягушки и насекомые — кузнечики, стрекозы. В колонном зале также представлены сцены с крупным рогатым скотом (мужчина несёт на спине телёнка, доение коровы) и кормление щенков и др.
В камерах за колонным залом Кагемни изображён при переноске его кресла тремя слугами. Здесь названы его имя и титулы. Другие сцены здесь представляют птиц, включая кормление гусей. Другая сцена показывает гиен, что сходно с изображениями в гробнице Мереруки.
В гробнице имеется и биографическая надпись, рассказывающая о политической карьере Кагемни и его повседневной жизни.

## «Поучения для Кагемни»
Под этим названием в современной науке известен папирусный текст, где упоминалось о чиновнике, и затем визире Кагемни. Текст поучения сохранился в сборнике поучений времени XI—XII династий — Папирусе Присса. Эта рукопись обнаружена французским востоковедом Эмилем Приссом в Фивах в 1856 году и с тех пор хранится в Национальной библиотеке Франции в Париже.
Документ написан иератическим письмом и содержит только две последние страницы «Поучений для Кагемни». В этом же Папирусе Присса сохранилось и «Поучение Птаххотепа», который служил чати во время правления фараона Джедкара Исеси из V династии.
Текст папируса является сборником наставлений по правилам хорошего тона и поведения в высшем обществе, знание которых было необходимо для успешного продвижения по ступеням иерархической лестницы египетской бюрократии. Кроме того, в нём содержится и некоторое количество моральных и нравственных рекомендаций. По некоторым данным работа была написана в качестве поучений отцов сыновьям. В целом «Поучения для Кагемни» стоит в общем ряду дидактической древнеегипетской литературы.